# Pisano (ville)
Pour les articles homonymes, voir Pisano.
Pisano est une commune de la province de Novare, dans le Piémont, en Italie.

## Administration
| Période                                  | Période  | Identité            | Étiquette | Qualité |
| ---------------------------------------- | -------- | ------------------- | --------- | ------- |
| 14 juin 2004                             | En cours | Gian Luigi Cristina |           |         |
| Les données manquantes sont à compléter. |          |                     |           |         |

### Communes limitrophes
Armeno, Colazza, Meina, Nebbiuno.